# Austrogomphus
Austrogomphus là một chi chuồn chuồn ngô thuộc họ Gomphidae. Các loài trong chi này có kích thước nhỏ đến trung bình và có màu đen với các dấu vàng. 

## Các loài
Chi có các loài sau:

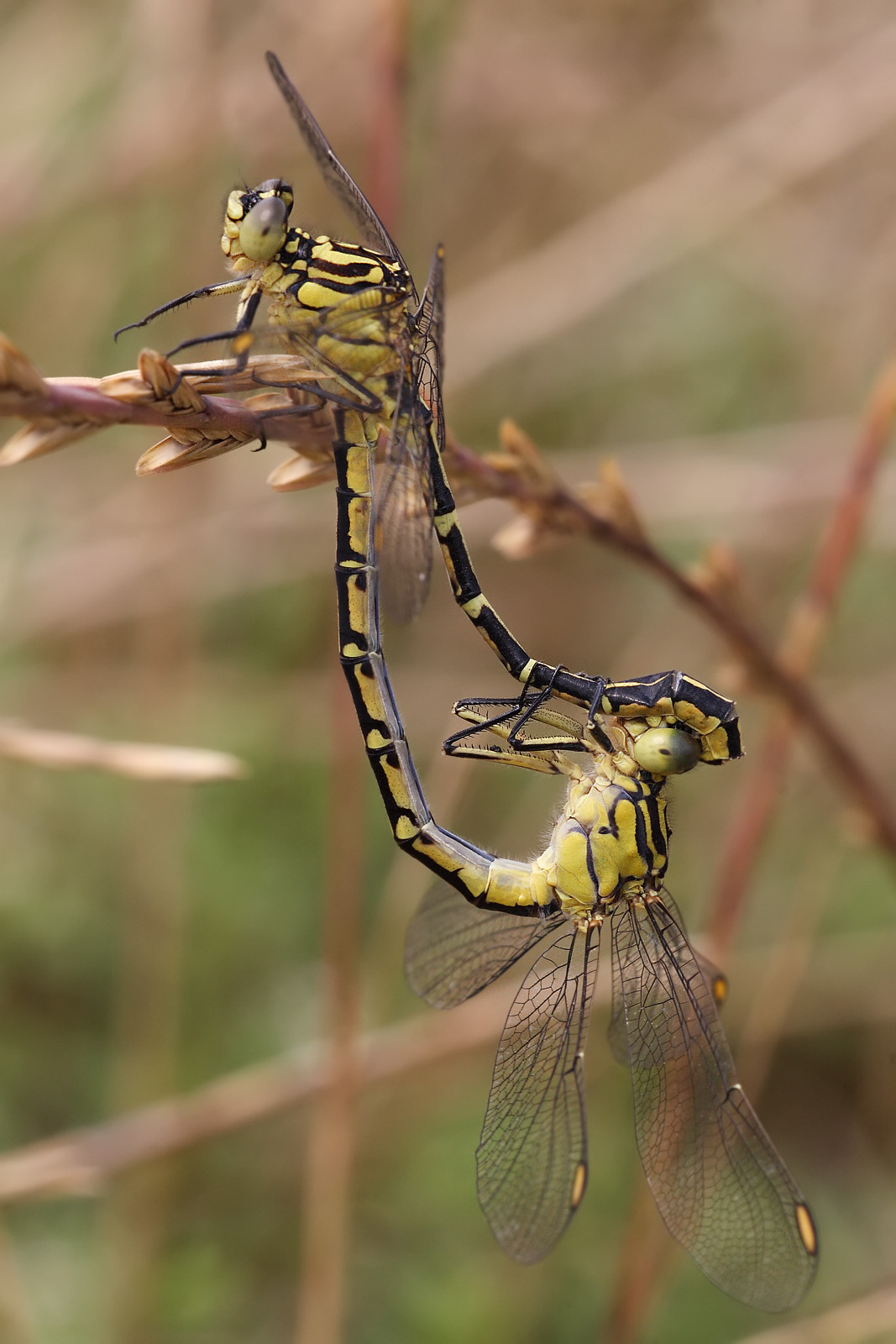
Pair of A. guerini mating

- Austrogomphus (Pleiogomphus) amphiclitus (Selys, 1873) - Pale Hunter
- Austrogomphus angeli Tillyard, 1913 - Murray River Hunter
- Austrogomphus arbustorum Tillyard, 1906 - Toothed Hunter
- Austrogomphus australis Dale in Selys, 1854 - Inland Hunter
- Austrogomphus (Pleiogomphus) bifurcatus Tillyard, 1909 - Dark Hunter
- Austrogomphus collaris Hagen in Selys, 1854 - Western Inland Hunter
- Austrogomphus cornutus Watson, 1991 - Unicorn Hunter
- Austrogomphus (Pleiogomphus) divaricatus Watson, 1991 - Fork Hunter
- Austrogomphus doddi Tillyard, 1909 - Northern River Hunter
- Austrogomphus guerini (Rambur, 1842) - Yellow-Striped Hunter
- Austrogomphus mjobergi Sjöstedt, 1917 - Pimple-Headed Hunter
- Austrogomphus mouldsorum Theischinger, 1999 - Kimberley Hunter
- Austrogomphus ochraceus (Selys, 1869) - Jade Hunter
- Austrogomphus (Pleiogomphus) prasinus Tillyard, 1906 - Lemon-Tipped Hunter
- Austrogomphus pusillus Sjöstedt, 1917 - Tiny Hunter

## Hình ảnh

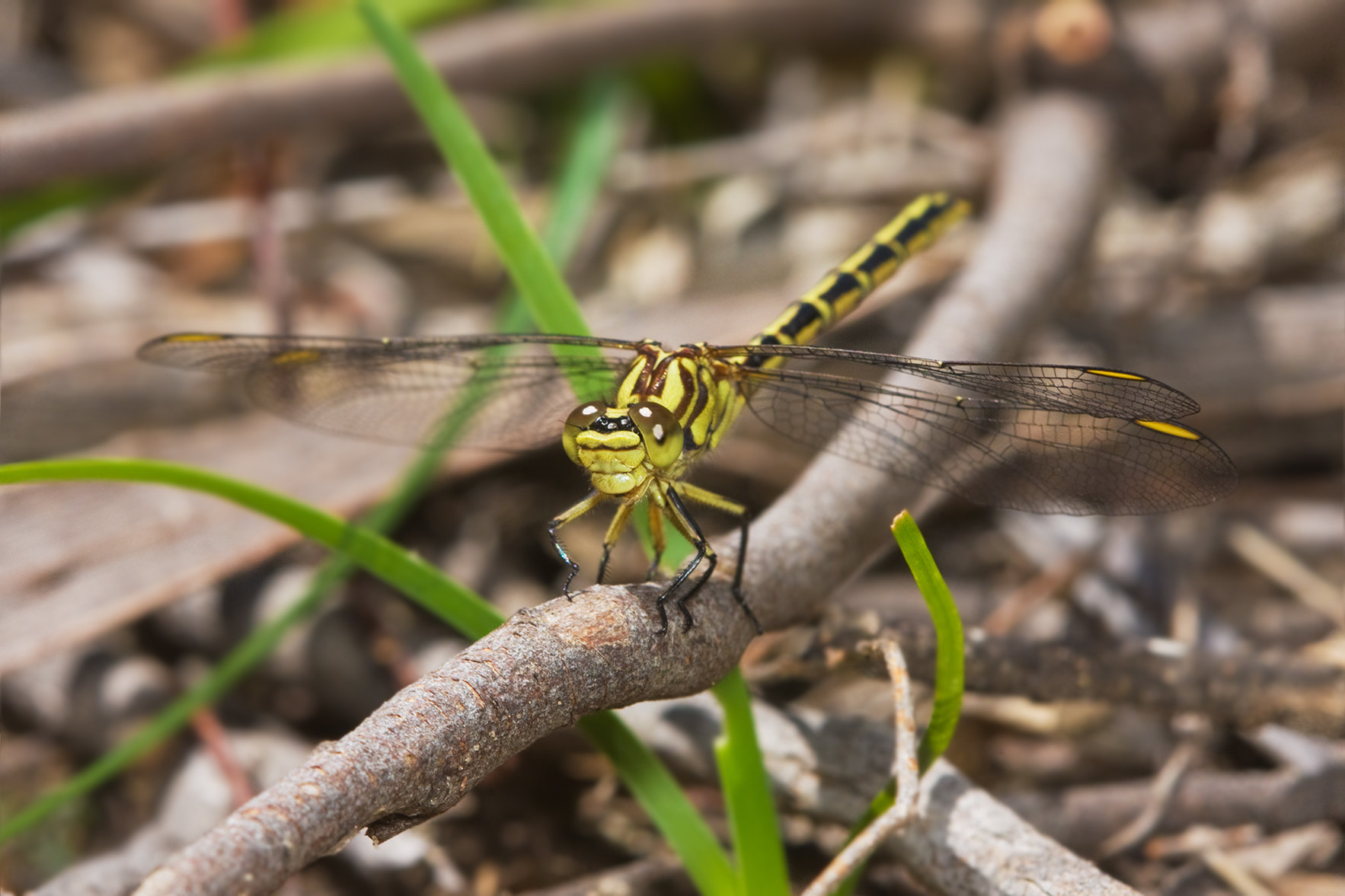